# Amalia van Hessen-Darmstadt

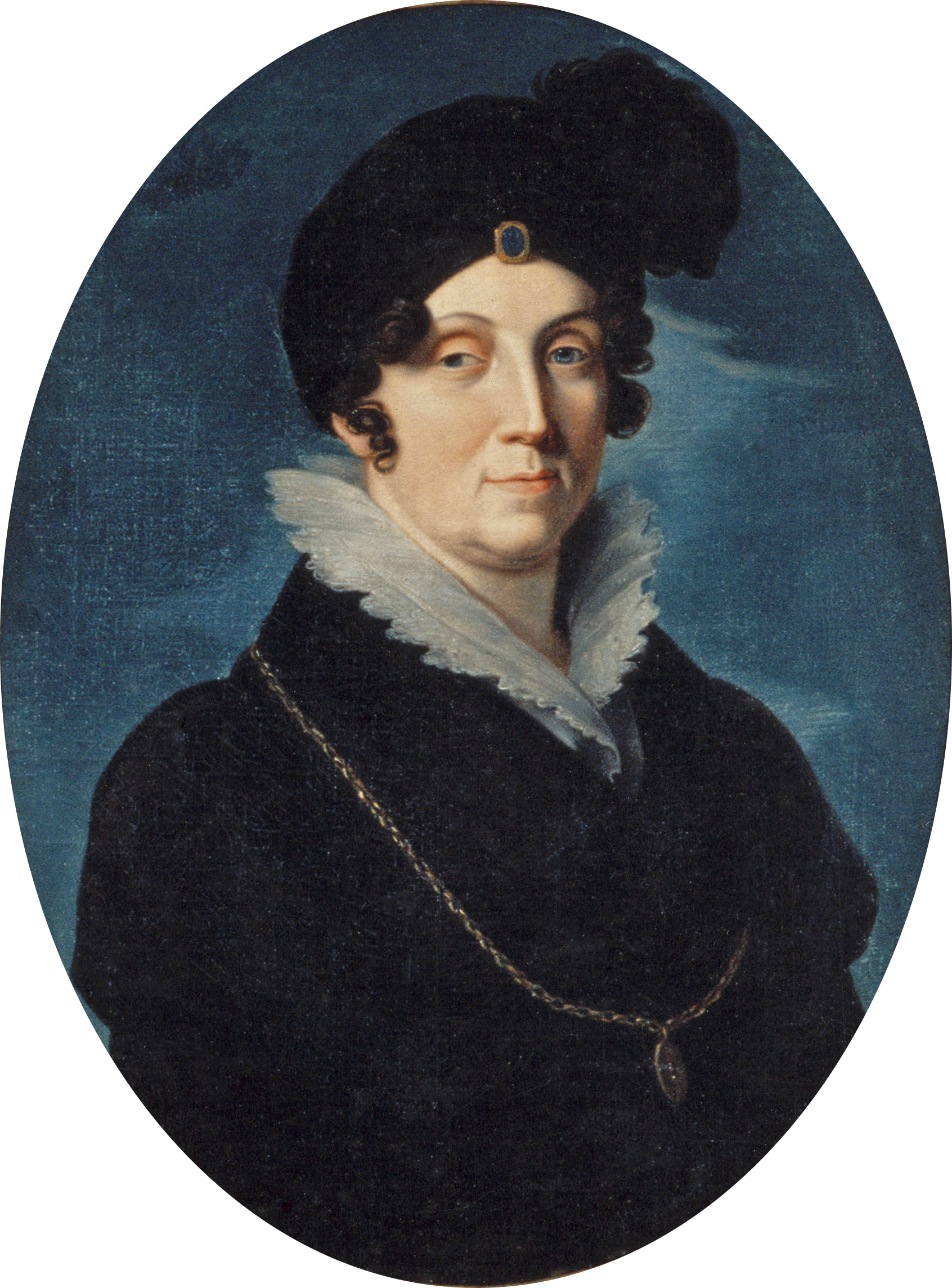
Amalia van Hessen-Darmstadt

Frederika Amalia van Hessen-Darmstadt (Prenzlau, 20 juni 1754 – Bruchsal, 21 juni 1832) was de echtgenote van prins Karel Lodewijk van Baden. 

## Leven
Amalia was het vierde kind en de derde dochter van landgraaf Lodewijk IX van Hessen-Darmstadt en Henriëtte Caroline van Palts-Zweibrücken, dochter van Christiaan III van Palts-Zweibrücken. 
Ze trouwde met haar neef Karel Lodewijk, erfprins van Baden. Zijn moeder Carolina Louisa was de zuster van Amalia’s vader Lodewijk IX. Zij hadden de volgende kinderen:
- Catharina Amalia  (Karlsruhe 13 juli 1776 – Bruchsal 26 oktober 1823)
- Caroline Frederika (1776 – 1841); ∞ (1797) hertog Maximiliaan Jozef van Zweibrücken (1756 – 1825), later koning Maximiliaan I van Beieren
- Louise Maria (1779 – 1826); ∞ (1793) grootvorst Alexander Pavlovitsj van Rusland, later tsaar Alexander I van Rusland
- Frederika Dorothea (1781 – 1826); ∞ (1797) koning Gustaaf IV Adolf van Zweden (1778 – 1837)
- Maria Elisabeth (1782 – 1808); ∞ (1802) hertog Frederik Willem van Brunswijk (1771 – 1815)
- Karel Frederik (Karlsruhe 13 september 1784 – aldaar 1785)
- Karel Lodewijk Frederik (1786 – 1818), later groothertog van Baden; ∞ (1806) prinses Stéphanie de Beauharnais (1789 – 1860)
- Wilhelmina van Baden (1788 – 1836); ∞ (1804) prins Lodewijk van Hessen-Darmstadt (1777 – 1848), later groothertog Lodewijk II van Hessen en bij de Rijn